# قرين (حماة)
قرين قرية سورية تتبع ناحية جب رملة في منطقة مصياف في محافظة حماة. بلغ عدد سكانها 879 نسمة في عام 2004 حسب إحصاء المكتب المركزي للإحصاء.

## وصلات خارجية
- الوحدات الإدارية في محافظة حماة